# Resztoránizmus
A resztoránizmus olyan keresztény mozgalmakból álló vallási irányzatok összessége, amelyek a protestáns, katolikus és ortodox keresztény felekezeteket meghaladó, „eredeti”, „korábbi” vagy „ősi”, „emberi hagyományok előtti”, illetve „hiteles” teológiai és vallási gyakorlatokhoz való visszatérés megvalósítását hirdetik. 
A resztoránus csoportok osztják azt a meggyőződést, hogy a kereszténységen belül egy nagy hitehagyás ment végbe a történelem folyamán, de már az apostolok halála után, a 2. század elejétől kezdve. A történelmi keresztény felekezetek (katolicizmus, ortodox, protestantizmus) értelmezési hibáik vagy a világgal való megalkuvásuk miatt eltértek az eredeti keresztény elvektől. A resztoránizmus követői az újszövetségi, eredeti kereszténység visszaállítását szorgalmazzák.
A resztoránus motívumok legkorábbi megjelenése az anabaptista mozgalom idejére tehető, amelyek teológiai és motivációs elemeiben hasonlók. A resztoránizmus kezdetét leginkább az úgynevezett restaurációs mozgalom („helyreállítási mozgalom”) jelentette. A mozgalom a 18. század második felében Amerikában és Európában párhuzamosan kezdődött. 
Később e mozgalomból kiválva, az úgynevezett „második nagy ébredés” után, a korai és középső 19. században főként az Amerikai Egyesült Államok keleti részén és Kanadában újabb mozgalmak jöttek létre (például (milleriták, mormonizmus, adventizmus, Bibliakutató mozgalom).
A kifejezést olyan újabb csoportokra is használják, amelyeknek céljuk, hogy a kereszténységet eredeti formájában állítsák vissza (pl. La Luz del Mundo, Iglesia ni Cristo).

## Legkorábbi megjelenése
Az anabaptista mozgalom a 16. században, a nyugat-európai reformáció idején, a német parasztháború korában keletkezett mozgalom, a reformáció és a katolikus egyház képviselői által egyaránt üldözött radikális keresztény irányzat volt. Az anabaptistákat eretnekséggel vádolták, üldözőik gyakran víz alá merítve megfojtották vagy forrásban lévő vízzel leöntve kínozták őket, a keresztségről vallott tanításuk kigúnyolásaképpen. Az „anabaptista” szó a görög ana és baptizo szavak összetételéből származik és „újrakeresztelőt” jelent. A kifejezést a 16. században gúnynévként használtak azokra a csoportokra, akik a gyermekkeresztséget érvénytelennek tartva felnőttkeresztséget gyakoroltak. Magukat „testvéreknek”, „hívőknek”, „keresztyéneknek” hívták. Komolyan vették Krisztus tanításainak a mindennapi életben való követését.
Csak a hit tudatos megvallásával egybekötve tartották érvényesnek a keresztséget, elvetették a gyermekkeresztséget, a felnőtteket újrakeresztelték. Üldözésük folyamán sokan életüket vesztették. A megmaradtak szétszóródtak, különböző kisebb csoportokká forgácsolódtak, amelyekből a mai mennoniták, ámisok és hutteriták származnak.

## Restaurációs mozgalom
Az 1779-es amerikai forradalom fényében az új keresztény nemzedék olyan egyházat kívánt, amely demokratikus elvekre épül és megadja a jogot az egyszerű embereknek, hogy maguk olvassák és értelmezzék az Újszövetséget. Célja a reformáció, illetve reformok helyett a bibliai kereszténység és egyházi gyakorlatok teljes visszaállítása. A korra jellemző volt egy általános elégedetlenség a reformáció által elért eredményekkel. A mozgalom a hitvallásokat mint tanult emberek spekulációit elvetette és a papság uralmát visszautasította. Európában skót baptisták kezdeményezésére, Amerikában ökumenikus alapokon indult (B.W. Stone, Thomas Campbell és fia Alexander Campbell). A Stone és Campbell család vissza akart térni az újszövetségi egyház primitív egyszerűségéhez, elhagyva a felekezeti megosztottságokat. Hangsúlyozva a gyülekezetek függetlenségét, a hívők bemerítését, az újszövetségi vének és diakónusok mintáját az egyház vezetésében, a papság és a laikusok közötti különbség eltörlését, és a Bibliát tartották a keresztény hit és életgyakorlat egyetlen forráskönyvének.

### Krisztus Egyházai
A restaurációs mozgalom jelentős kezdeti eredményeként a Krisztus Egyházai (Church of Christ) a 19. század közepére Amerika hatodik legnagyobb keresztény egyházává vált. Ma is világszerte kb. 2,5–3 millió tagja van több mint 20 000 gyülekezettel.

## A restaurációs mozgalom hatása alatt létrejött egyéb irányzatok
A restaurációs mozgalommal egyidőben, illetve később, annak hatása alatt több olyan mozgalom jött létre, amely annak elemeit tartalmazta illetve a lényeges különbségek ellenére azzal számos ponton hasonlóságok mutat.

### Mormonok
A Mormon Egyház tagjai szerint, Joseph Smithnek megjelentek Isten és Jézus Krisztus és közölték vele, hogy az akkori kor egyházainak a hitvallásai mind utálatosak. Elhívták Joseph Smithnek prófétának, és általa vissza lett állítva Krisztus egyháza és evangéliuma a teljességében. Az egyházat New York államban 1830. április 6-án. szervezték. A prófétai küldetése részeként Smith megkapta és le is fordította a Mormon Könyvét. Ez egy a Bibliához hasonló kötet, ami az Amerikai földrész őslakosairól szól, és arról, miképp bánt Isten velük, amelyet tagok szentírásnak tartanak a Biblia mellett. Eredetileg az egyházat Krisztus Egyházának nevezték, majd 1838 áprilisában a neve Az Utolsó Napok Szentjeinek Jézus Krisztus Egyháza lett egy Joseph Smithnek adott kinyilatkoztatás alapján.

### Millerita mozgalom
A millerita mozgalom William Miller prédikátor nevéhez fűződik, aki 1831-ben elkezdte hirdetni a világvégét. Tizenöt érvből álló tanrendszerrel támasztotta alá, hogy Krisztus 1843-ban jön el, a világ végével együtt. A millerita mozgalomnak vagy hivatalos nevén Advent mozgalomnak több százezer híve támadt szerte az Amerikai Egyesült Államokban. 1843-ban azonban Miller jövendölése nem teljesedett be. Az első csalódást követően Samuel S. Snow 1844. október 22-re tűzte ki az új dátumot, azonban ez sem vált valóra. Miller még 1844-ben visszavonult. A „nagy kiábrándulás” az Advent mozgalom több csoportra szakadásához vezetett. Ezekben a próféciák elmaradásának magyarázataként egymástól eltérő racionális és teológiai magyarázatok születtek. 

### Adventizmus
A millerita mozgalom nem szűnt meg teljesen, több csoport együtt maradt, és létrejöttek az adventizmus mozgalmának felekezetei.

#### Krisztus testvérei (Krisztadelfiánusok)
A Krisztus testvérei (krisztadelfiánusok) közössége a 19. században jött létre az Egyesült Királyságban és Észak-Amerikában. Fő jellegzetessége, hogy elutasítja a Szentháromságot.

#### Jehova tanúi
Jehova tanúi egy resztoriánus (helyreállító) keresztény vallási irányzat, amelynek gyökerei Charles Taze Russellig vezetnek vissza, akinek bibliakutató csoportja igyekezett minden, a Biblia szövegeivel ellentétes tanítást azonosítani, illetve elhagyni, hogy a kereszténység (Krisztus követése) eredeti céljához és útjához térhessen vissza. A Jehova tanúi (szervezet) az 1870-es években jött létre először Bibliakutatók néven, miután társaival belátták, a klasszikus egyházak nem szándékoznak változást eszközölni azáltal, hogy egyéb vallásos irányzatok hagyományait és szokásait elhagyják az imádat megtisztítása érdekében. Jehova tanúi igyekeztek mindent megtenni, hogy a fellelhető legkorábbi bibliai leleteket, töredékeket is felhasználva és összehasonlítva, Új világ fordításukkal megközelítsék az eredeti szövegeknek leginkább megfelelő isteni üzenetet, mely a Biblia lapjain öltött formát. Téves megközelítés szerint világvégevárók. Ellentétben e gondolattal azt várják, amit a "Miatyánkban" történelmi egyházak is kérnek, miszerint az Isten országa/királysága ne csak az égben, hanem a földön is jöjjön el. Tanításuk és házról házra végzett tevékenységük e Királyság hirdetése köré összpontosul, amely uralom alatt Krisztus helyre fogja állítani az Isten által megígért rendet azáltal, hogy "elpusztítja azokat, akik a földet pusztítják", a "szelídek pedig öröklik a Földet."

## Opus Dei
Az Opus Dei (lat.: Isten műve) egy egyházi szervezet, amelyet egy spanyol pap, Josemaría Escrivá de Balaguer, alapított Madridban, 1928. október 2-án. A szervezetet a katolikus egyház 1951-ben ismerte el, s 1982 óta személyi prelaturaként működik.
A szervezet egyik fő célja, hogy a "vasárnapi kereszténység" helyett a hit és a vallási élet fontosabb legyen a tagok életében a világi életnél. Az Opus Dei mozgalom részéről a radikálisabb, egész életet átható kereszténység visszaállításának ideálja resztoránus jellegű tanítás a restaurációs mozgalommal való történeti kapcsolat hiányának ellenére is.
Fontos különbség azonban, hogy az Opus Dei nem az első századi kereszténységet akarja visszaállítani, hanem a keresztény vallásgyakorlat azon formáját mely az évszázadok alatt kialakult katolikus hagyományokkal is összhangban van.

## Pünkösdi "teljes evangéliumi" mozgalom
A pünkösdi karizmatikus jellegű mozgalom véleménye szerint azért "teljes evangéliumi", mert ők hirdetik egyedül a teljes jóhírt, melynek része a teljes hitet követő csodálatos lelki ajándékok, a gyógyulások és jólét is. Ezek véleményük szerint az egyéb keresztény mozgalmak és irányzatok tanításából hiányoznak. A pünkösdi mozgalmakban a teljes evangélium visszaállításának ideálja a restaurációs mozgalommal való történeti kapcsolat hiányának ellenére is resztoriánus jellegű tanítás.

## Lásd még
- Ellenkultúra
- Restaurációs mozgalom
- Millerita mozgalom
- Adventizmus

## Külső hivatkozások
- Restoration Movements – "A Tale of Two Restorations," A comparison of the LDS restoration movement and the Alexander Campbell restoration movement.
- Primitive orthodox – network of home assemblies and communities
- Mormon Restorationism – Topical Guide
- Mormon Restorationism – Joseph Smith: America's Hermetic Prophet